# 12426 Racquetball
12426 Racquetball (1995 VL2) là một tiểu hành tinh vành đai chính được phát hiện ngày 14 tháng 11 năm 1995 by AMOS team ở Haleakala.